# Alta Verapaz
Alta Verapaz és un departament situat al nord de Guatemala, a uns 200 km de la Ciutat de Guatemala. Limita al nord amb El Petén; a l'est amb Izabal; al sud amb Zacapa, El Progreso i Baja Verapaz; i a l'oest amb El Quiché. La capital és Cobán.
És un dels departaments més rics en naturalesa de Guatemala: destaquen entre les seves meravelles les piscines naturals de Semuc Champey en el riu Cahabón; les coves de Candelaria, el Rei Marcos i Lanquín; i els seus boscos humits.
En el seu patrimoni històric-artístic, destaquen els 64 enclavaments arqueològics corresponents al període maia i alguns edificis religiosos singulars del període colonial, sobretot en Cobán, San Juan Chamelco i San Pedro Carchá.
Tant el seu nom com el del departament de Baja Verapaz fan al·lusió a la veritable pau amb la qual aquests territoris van ser incorporats a la Corona de Castella i evangelitzats sense que intervinguessin accions militars (gràcies a la intervenció del dominic Bartolomé de les Cases), després que els nadius oferissin en primera instància una feroç resistència enfront de les tropes conqueridores.

## Municipis
Alta Verapaz està dividida en 17 municipis:
1. Cobán
2. San Pedro Carchá
3. San Juan Chamelco
4. San Cristóbal Verapaz
5. Tactic
6. Tucurú
7. Tamahú
8. Panzós
9. Senahú
10. Cahabón
11. Lanquín
12. Chahal
13. Fray Bartolomé de las Casas
14. Chisec
15. Santa Cruz Verapaz
16. Santa Catalina La Tinta
17. Raxruhá

## El món q'eqchi' de Verapaz
El monolingüisme és la principal característica dels seus pobladors, que durant anys van aconseguir que els forans utilitzessin el q'eqchi' com una llengua franca. Els q'eqchi' és d'avui conserven les seves pràctiques i creences màgiques. Les expressions com les danses de Cérvols, de Cortès o dels Viejitos, destaquen en moltes de les poblacions. La marimba de ressonadors de bambú, els conjunts de xirimia i tambor o amb xiulet; però sobretot el conjunt d'arpa, violí i guitarra recorda el procés de conquesta i d'adopció instrumental moro-europeu. La culinària q'eqchi' ha aconseguit un espai en l'escenari nacional. La sopa del kaq ik, elaborada amb xili vermell i achiote que s'acompanya de carn de chompipe o gall dindi i tamalitos de blat de moro, és cobejada a l'àrea i fora de la seva esfera.

## Els pobles poqomchi's
Està comprès pels poblats de San Cristóbal Verapaz, Santa Cruz, Tactic, Tamahú i part de Tucurú, a Alta Verapaz. Hi ha població poqomchi' a Purulhá, Baja Verapaz i una part de San Miguel Uspantán al departament de Quiché. Actualment hi ha aproximadament 94.714 parlants.
Fins fa alguns anys, tots els lingüistes afirmaven que el poqomchi' era un dels idiomes maies que més conservava la seva forma primitiva. Segons Erick Thompson, els maies poqom probablement van ser els qui van dominar el centre de Guatemala 2000 anys abans de l'època formativa de Kaminal Juyú.
Durant l'època postclàssica, els maia poqom es van refugiar i es van desenvolupar creant centres cerimonials i ciutadelles (recinte fortificat a l'interior d'una ciutat) que avui porten els noms de Mogote, Choloxcoc, Panprisión, Kajyup i Chuitinamit o Tzaq Poqoma. La ciutat de Kajyup es troba prop de l'actual poblat de Rabinal, “és el lloc primitiu dels pobles poqomchi's de Tactic, Tucurú, Tamahú i del poble poqomam de Chinautla”. Chuitinamit, és prop de Rabinal. Es creu que és el lloc primitiu de San Cristóbal.